# Acromantis australis
Acromantis australis es una especie de mantis de la familia Hymenopodidae.

## Distribución geográfica
Se encuentra en Australia, islas Aru y Nueva Guinea.